# Марківці (військові частини)

Прапор марківських частин

Марківці — назва військових частин Добровольчої Армії (згодом Збройні сили Півдня Росії і Російській Армії), які отримали іменне шефство одного з основоположників Білого руху на Півдні Росії Генерального штабу генерал-лейтенанта Маркова.

## Історія

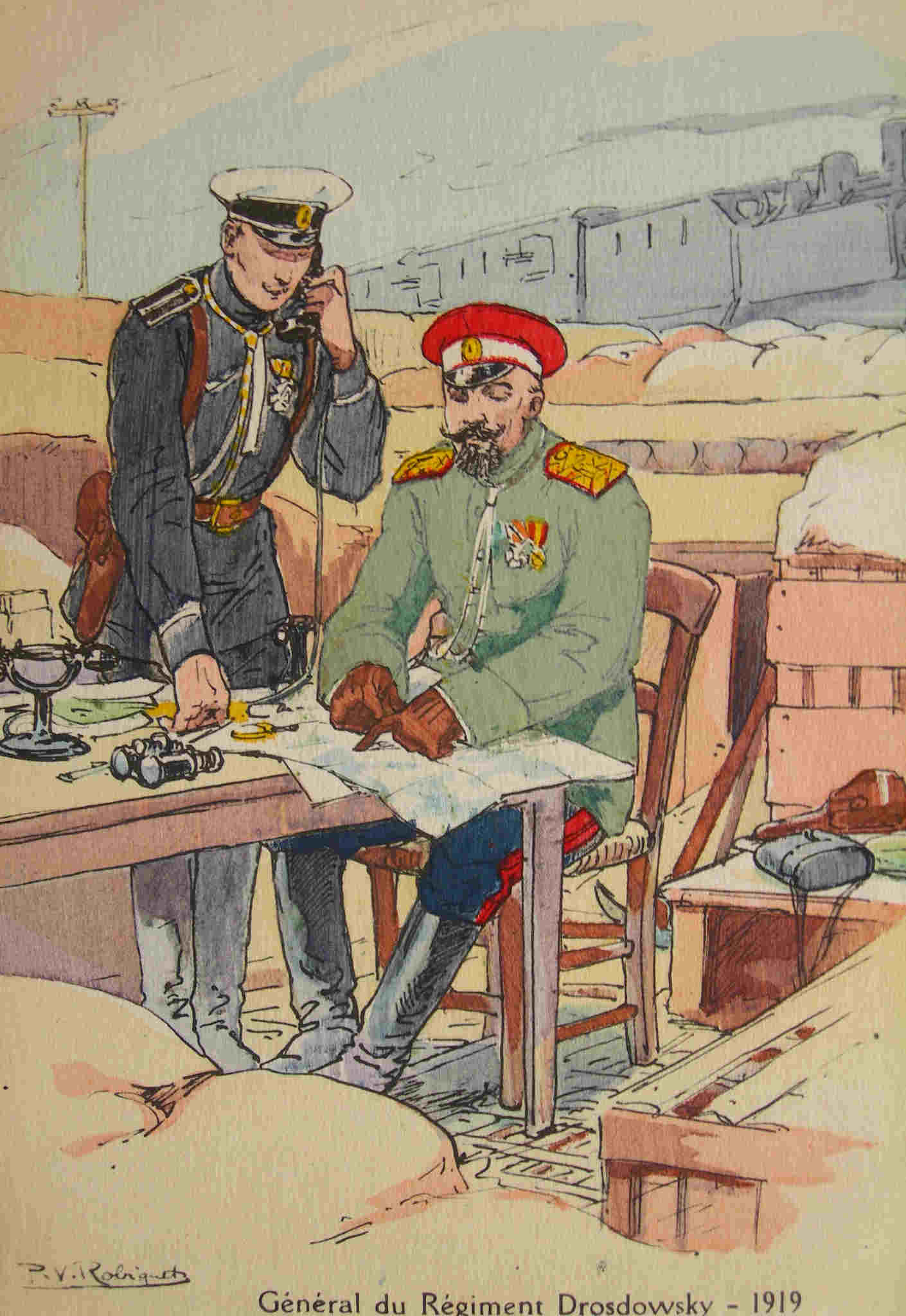
Генерал А. П. Кутепов у формі дроздівських стрільців та капітан Марковського піхотного полку. 1919. Акварель П. Ст. Робіке.

Дата утворення першої марківської частини — 1-го Офіцерського генерала Маркова полку — 4 (17) листопада 1917 — день відвідування генералом Алексєєвим в Новочеркаському лазареті № 2 по Барочній вулиці, після чого з перших добровольців була організована Зведено-Офіцерська рота.
У листопаді 1917 року було створено і артилерійську частину, яка згодом отримала шефство генерала Маркова. Вона, створена з юнкерів Михайлівського та Костянтинівського артилерійських училищ, послужила згодом основою для артилерійського генерала Маркова бригади.
З початком Першого Кубанського походу в станиці Ольгинської було здійснено переформування Добровольчої армії шляхом зведення дрібних загонів у більші частини. Серед новосформованих виявився і Зводно-Офіцерський полк, який згодом отримав іменне шефство свого першого командира генерала Маркова.
У ході походу було здійснено і переформування майбутньої артилерії марківців: був розформований 1-й окремий легкий артилерійський дивізіон, а 1-а офіцерська батарея, що входила до його складу, після включення до її складу 4-ї батареї дивізіону, стала називатися 1-ю окремою батареєю у складі 1-ї піхотної бригади.
У середині березня 1918 року на базі сформованої в грудні 1917 року Технічної роти була організована 1-а Інженерна рота, що увійшла до 1-ї бригади. Вона отримала шефство генерала Маркова 8 (21) грудня 1919 року.
Після загибелі генерала Маркова на початку Другого Кубанського походу наказом командувача Добровольчої Армії 1-й Офіцерський полк було перейменовано в 1-й Офіцерський генерала Маркова полк.
Під час Другого Кубанського походу артилерію марківців було знову реорганізовано: 1-а окрема батарея 8 (21) липня 1918 р. була розгорнута в 1-й окремий легкий артилерійський дивізіон у складі 1-ї піхотної дивізії.
7 (20) серпня 1-а батарея отримує іменне шефство генерала Маркова та назву 1-ї Офіцерської генерала Маркова батареї.
У травні 1918 року була сформована ще одна частина, яка згодом отримала назву «марківської». Відповідно до прохання генерала Маркова зі складу Кінної бригади було виділено сотня кубанських козаків, названа окрема кінна сотня при 1-й піхотної бригаді. Козаки знайшли чорні «марківські» погони, і сотня стала неофіційно називатися «марківською».
Після взяття Орла Марківські полки були виділені з 1-ї дивізії та увійшли до створеної Марківської дивізії.
У грудні 1919 року Марківська дивізія майже повністю загинула під час відступу від Харкова перед переважаючими силами червоних у бою біля села Олексієво-Леонове Області Війська Донського.
Вже в Криму в Російській Армії генерала барона П. Н. Врангеля в Марківській дивізії наказом Головнокомандувача № 3517 від 21 серпня (3 вересня) 1920 з Окремої кінної сотні був утворений Кінний генерала Маркова дивізіон.

## Військова форма марківців
Кольори форми марківців (чорний і білий) символізували відповідно до готовності померти за Росію та «воскресіння Батьківщини».
Прапор марківців використовує підрозділ Російський добровольчий корпус